# Lothar II

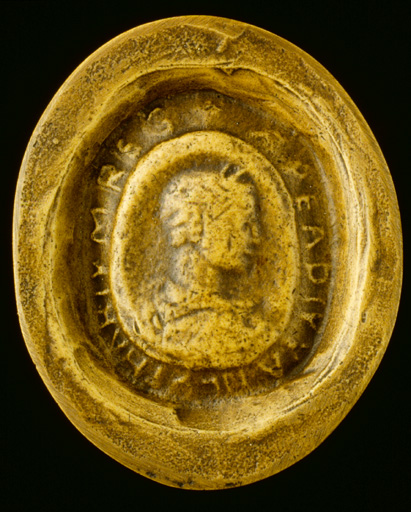
Lothar II:s sigill

Lothar II, född 825, död 8 augusti 869, var kung av Lothringen 855-869. Han var kejsar Lothar I:s andre son. Vid faderns död 855 erhöll han ett område väster om Rhen mellan Nordsjön och Jurabergen som kallades Regnum Lotharii (Kungariket Lothringen) och som i början av 900-talet blev känt som Lotharingia eller Lothringen.

## Biografi
Vid brodern Karls död 863 kunde han till sitt rike lägga ett område söder om Jura. Han ledde några mindre krigståg mot danska vikingar, men på det hela åstadkom han lite under sin regeringstid.
Istället upptogs mycket av hans uppmärksamhet av hans önskan att skilja sig från sin hustru Teutberga, syster till Hucbert, abbot i Saint-Maurice, och hans relationer till farbröderna Karl den skallige och Ludvig den tyske färgades starkt av hans försök att vinna deras stöd för skilsmässan. Även om gräl och uppgörelser följde varandra i snabb följd mellan de tre kungarna, brukade i allmänhet Ludvig ställa sig positiv till skilsmässan medan Karl opponerade sig mot den, troligtvis delvis för att Lothar saknade tronarvingar. Lothars önskan om skilsmässa berodde på hans känslor för en viss Waldrada. Men Hucbert grep till vapen för sin syster, och sedan hon genomgått vattenordal såg sig Lothar tvungen att återta henne 858. Lothar gav dock inte upp utan lyckades vinna stöd för sin sak hos sin bror Ludvig II och i utbyte mot vissa landområden fick han det lokala prästerskapets godkännade av skilsmässan 862.
En synod mellan frankiska biskopar i Metz 863 bekräftade beslutet, men Teutberga flydde till Karl den skalliges hov, och påven Nicolaus I upphävde synodens beslut. Ett anfall mot Rom från kejsaren utföll utan resultat, och 865 valde Lothar, övertygad om att Ludvig och Karl vid ett möte strax dessförinnan hade beslutat att dela hans rike och få honom bannlyst, att återta sin hustru. Men då ville Teutberga, antingen av uppgivenhet eller tvång, skiljas, och Lothar begav sig till Italien för att få den nya påven Hadrianus II:s godkännande. Efter att ha tolkat påvens utlåtande till sin favör påbörjade han sin resa hem, men drabbades hastigt av feber och dog i Piacenza den 8 augusti 869. Han efterlämnade en son, Hugo, son till Waldrada, som förklarades illegitim, varpå hans rike delades mellan Karl den skallige och Ludvig den tyske.